# Bußbalg
Der Bußbalg, historisch auch Busbalch und Pusbag, ist eine kleine, 253 m hohe Basaltkuppe nahe der Kernstadt von Gudensberg im nordhessischen Schwalm-Eder-Kreis. Er ist Teil der Gudensberger Kuppenschwelle in der Westhessischen Senke.
Der kleine Hügel, nur geringfügig mit etwas Gebüsch bewachsen, liegt in einer Acker- und Wiesenlandschaft zwischen der Gudensberger Kernstadt und dem Stadtteil Dissen, rund 750 m südlich des Scharfensteins und etwa 200 m westlich der in Naturstein gefassten und eine Kneippsche Wassertretanlage speisenden Quelle Sonneborn. Rund 150 m südwestlich befindet sich die Dorfwüstung Unseligendissen. Die Bundesautobahn 49 und die parallel dazu verlaufende Kreisstraße K 6 führen etwa 150 bzw. 200 m nördlich am Bußbalg vorbei.
Er wurde und wird noch heute als Schafweide genutzt und ist deswegen teilweise umzäunt. Um die Mitte des 9. Jahrhunderts wurden an der Kuppe auch Basaltsteine gebrochen. Im unteren Bereich zur Hangseite hin weist der Bußbalg eine breite, halbkreisförmige, offenbar künstliche Terrassierung auf, was auf die einstige Steinbrecherei zurückzuführen sein dürfte.